# Liste der Bodendenkmäler in Aldersbach
Auf dieser Seite sind die Bodendenkmäler in der niederbayerischen Gemeinde Aldersbach zusammengestellt. Diese Tabelle ist eine Teilliste der Liste der Bodendenkmäler in Bayern. Grundlage ist die Bayerische Denkmalliste, die auf Basis des Bayerischen Denkmalschutzgesetzes vom 1. Oktober 1973 erstmals erstellt wurde und seither durch das Bayerische Landesamt für Denkmalpflege geführt wird. Die folgenden Angaben ersetzen nicht die rechtsverbindliche Auskunft der Denkmalschutzbehörde.

## Gemeinde Aldersbach

### Gemarkung Aldersbach
| Lage                                 | Objekt | Akten-Nr.     | Bild           |
| ------------------------------------ | --- | ------------- | -------------- |
| Aldersbach (Standort)                | Siedlung des Neolithikums, wohl der Linearbandkeramik. | D-2-7444-0009 |                |
| Aldersbach (Standort)                | Verebnete Grabhügel oder Siedlung vor- und frühgeschichtlicher Zeitstellung. | D-2-7444-0010 |                |
| Aldersbach (Standort)                | Siedlung vor- und frühgeschichtlicher Zeitstellung. | D-2-7444-0011 |                |
| Aldersbach Klosterplatz 5 (Standort) | Kloster Aldersbach Untertägige mittelalterliche und frühneuzeitliche Befunde und Funde im Bereich des ehemaligen Zisterzienserklosters Aldersbach, darunter die Spuren von älteren Bauphasen sowie des Mönchsfriedhofes.                                                                                               | D-2-7444-0059 | weitere Bilder |
| Aldersbach Reit, Reit 3 (Standort)   | Untertägige Befunde und Funde im Bereich der spätmittelalterlich-frühneuzeitlichen katholischen Friedhofskirche St. Peter, zuvor Pfarrkirche, in Aldersbach, darunter die Spuren von Vorgängerbauten bzw. älteren Bauphasen. Wahrscheinlicher Standort der ältesten frühmittelalterlichen Klosteranlage.               | D-2-7444-0083 |                |
| Aldersbach (Standort)                | Klosterkirche Mariä Himmelfahrt Untertägige mittelalterliche und frühneuzeitliche Befunde und Funde im Bereich der ehemaligen Klosterkirche und heutigen Pfarrkirche St. Maria Himmelfahrt des Klosters Aldersbach, darunter die Spuren von Vorgängerbauten bzw. älteren Bauphasen.                                    | D-2-7444-0084 | weitere Bilder |
| Aldersbach (Standort)                | Untertägige frühneuzeitliche Befunde und Funde im Bereich der abgegangenen katholischen Kirche St. Bernhard mit zugehöriger Eremitenklause. | D-2-7444-0085 |                |
| Aldersbach (Standort)                | Untertägige mittelalterliche und frühneuzeitliche Befunde und Funde im Bereich der abgegangenen spätmittelalterlichen katholischen Kirche St. Maria Geburt in Weng, zuvor möglicherweise St. Maria und St. Martin, darunter die Spuren von Vorgängerbauten bzw. älteren Bauphasen sowie ein abgegangener Ortsfriedhof. | D-2-7444-0091 | weitere Bilder |

### Gemarkung Aunkirchen
| Lage                  | Objekt                                              | Akten-Nr.     | Bild |
| --------------------- | --------------------------------------------------- | ------------- | ---- |
| Aunkirchen (Standort) | Siedlung vor- und frühgeschichtlicher Zeitstellung. | D-2-7344-0253 |      |

### Gemarkung Galgweis
| Lage                | Objekt | Akten-Nr.     | Bild |
| ------------------- | --- | ------------- | ---- |
| Galgweis (Standort) | Siedlungen des Mittelneolithikums (Stichbandkeramik, Gruppe Oberlauterbach, Münchshöfener Gruppe), des Jungneolithikums (Altheimer Gruppe), der Bronzezeit und Urnenfelderzeit sowie der Hallstatt- und Latènezeit. | D-2-7344-0240 |      |

### Gemarkung Haidenburg
| Lage                                                     | Objekt | Akten-Nr.     | Bild                       |
| -------------------------------------------------------- | --- | ------------- | -------------------------- |
| Haidenburg (Standort)                                    | Grabhügel vorgeschichtlicher Zeitstellung, wahrscheinlich der Hallstattzeit. | D-2-7444-0013 |                            |
| Haidenburg (Standort)                                    | Siedlungen des Neolithikums und der Latènezeit. | D-2-7444-0014 |                            |
| Haidenburg (Standort)                                    | Siedlung vor- und frühgeschichtlicher oder mittelalterlicher Zeitstellung. | D-2-7444-0017 |                            |
| Haidenburg (Standort)                                    | Untertägige mittelalterliche und frühneuzeitliche Befunde im Bereich des ehemaligen Adelssitzes Eggerting. | D-2-7444-0094 |                            |
| Haidenburg Alte Schloßstrasse 1 (Standort)               | Schloss Haidenburg Untertägige mittelalterliche und frühneuzeitliche Befunde und Funde im Bereich der Burg und des späteren Schlosses Haidenburg mit der spätmittelalterlichen Burgkapelle St. Anna, dem angeschlossenen Wirtschaftshof und der barocken Gartenanlage. | D-2-7444-0097 | weitere Bilder             |
| Haidenburg Uttigkofen, Uttigkofener Straße 20 (Standort) | Untertägige mittelalterliche und frühneuzeitliche Befunde und Funde im Bereich der katholischen Pfarrkirche St. Maria Himmelfahrt in Uttigkofen, darunter die Spuren von Vorgängerbauten bzw. älteren Bauphasen.                                                       | D-2-7444-0099 | Bodendenkmal D-2-7444-0099 |

### Gemarkung Pörndorf
| Lage                | Objekt | Akten-Nr.     | Bild |
| ------------------- | --- | ------------- | ---- |
| Pörndorf (Standort) | Verebnete Grabhügel mit Kreisgräben vorgeschichtlicher Zeitstellung. | D-2-7344-0275 |      |
| Pörndorf (Standort) | Viereckschanze der späten Latènezeit. | D-2-7443-0001 |      |
| Pörndorf (Standort) | Grabhügel vorgeschichtliche Zeitstellung. | D-2-7443-0002 |      |
| Pörndorf (Standort) | Siedlung der mittleren Bronzezeit. | D-2-7443-0003 |      |
| Pörndorf (Standort) | Siedlung des Neolithikums (unter anderem der Linearbandkeramik, der Stichbandkeramik, der Gruppe Oberlauterbach und der Münchshöfener Gruppe) sowie der Latènezeit.                                                               | D-2-7444-0019 |      |
| Pörndorf (Standort) | Siedlungen des Neolithikums, der Bronzezeit und der Latènezeit. | D-2-7444-0020 |      |
| Pörndorf (Standort) | Siedlung des Neolithikums (unter anderem der Linearbandkeramik) und der Bronzezeit. | D-2-7444-0021 |      |
| Pörndorf (Standort) | Untertägige mittelalterliche Befunde und Funde im Bereich des Burgstalls Heinrichsdorf. | D-2-7444-0101 |      |
| Pörndorf (Standort) | Untertägige mittelalterliche und frühneuzeitliche Befunde und Funde im Bereich der spätmittelalterlichen katholischen Filialkirche St. Nikolaus in Heinrichsdorf, darunter die Spuren von Vorgängerbauten bzw. älteren Bauphasen. | D-2-7444-0102 |      |
| Pörndorf (Standort) | Untertägige mittelalterliche und frühneuzeitliche Befunde und Funde im Bereich der spätmittelalterlichen katholischen Pfarrkirche St. Bartholomäus in Pörndorf, darunter die Spuren von Vorgängerbauten bzw. älteren Bauphasen.   | D-2-7444-0104 |      |

### Gemarkung Walchsing
| Lage                                                 | Objekt | Akten-Nr.     | Bild                       |
| ---------------------------------------------------- | --- | ------------- | -------------------------- |
| Walchsing (Standort)                                 | Gräberfeld mit mindestens 25 Grabhügeln vorgeschichtlicher Zeitstellung, daraus Funde der Bronzezeit. | D-2-7344-0234 |                            |
| Walchsing (Standort)                                 | Gräberfeld mit mindestens vier Grabhügeln vorgeschichtlicher Zeitstellung. | D-2-7344-0235 |                            |
| Walchsing (Standort)                                 | Siedlungen des Neolithikums, insbesondere der Linear- und Stichbandkeramik, der Münchshöfener Gruppe sowie des Spätneolithikums, und der Bronzezeit. | D-2-7344-0237 |                            |
| Walchsing (Standort)                                 | Siedlungen der Altheimer Gruppe, der Bronzezeit, Urnenfelderzeit und Hallstattzeit, der späten Latènezeit, der römischen Kaiserzeit und des späten Mittelalters. | D-2-7344-0239 |                            |
| Walchsing (Standort)                                 | Siedlungen neolithischer Zeitstellung, unter anderem der Linearbandkeramik, des Mittelneolithikums (Stichbandkeramik/Gruppe Oberlauterbach, Rössener Kultur), der Münchshöfener und Altheimer Gruppe, des Endneolithikums (Chamer Gruppe), der Bronzezeit, Urnenfelderzeit und späten Latènezeit sowie des frühen Mittelalters. | D-2-7344-0241 |                            |
| Walchsing (Standort)                                 | Siedlungen des Altneolithikums (jüngere Linearbandkeramik), des Mittelneolithikums (Stichbandkeramik, Gruppe Oberlauterbach), der Münchshöfener und Altheimer Gruppe, des Endneolithikums (Chamer Gruppe), der Bronzezeit, Hallstatt- und späten Latènezeit.                                                                    | D-2-7344-0242 |                            |
| Walchsing (Standort)                                 | Siedlungen der Linearbandkeramik und des Mittelneolithikums (Stichbandkeramik), der Altheimer Gruppe, der Bronzezeit und der Latènezeit. | D-2-7344-0243 |                            |
| Walchsing (Standort)                                 | Siedlungen der Bronzezeit oder Urnenfelderzeit und der Latènezeit. | D-2-7344-0244 |                            |
| Walchsing (Standort)                                 | Siedlungen der Linearbandkeramik und der frühen Bronzezeit. | D-2-7344-0245 |                            |
| Walchsing (Standort)                                 | Siedlung des Neolithikums. | D-2-7344-0246 |                            |
| Walchsing (Standort)                                 | Siedlung des Neolithikums. | D-2-7344-0247 |                            |
| Walchsing (Standort)                                 | Siedlung vor- und frühgeschichtlicher Zeitstellung, vermutlich des Neolithikums. | D-2-7344-0248 |                            |
| Walchsing (Standort)                                 | Siedlung oder verebnete Grabhügel vor- und frühgeschichtlicher Zeitstellung. | D-2-7344-0250 |                            |
| Walchsing (Standort)                                 | Siedlung oder verebnete Grabhügel vor- und frühgeschichtlicher Zeitstellung. | D-2-7344-0251 |                            |
| Walchsing (Standort)                                 | Siedlung vor- und frühgeschichtlicher Zeitstellung. | D-2-7344-0252 |                            |
| Walchsing (Standort)                                 | Siedlung oder verebnete Grabhügel vor- und frühgeschichtlicher Zeitstellung. | D-2-7344-0255 |                            |
| Walchsing (Standort)                                 | Siedlung vor- und frühgeschichtlicher Zeitstellung. | D-2-7344-0256 |                            |
| Walchsing (Standort)                                 | Siedlung der frühen Latènezeit sowie Körpergräber vor- und frühgeschichtlicher Zeitstellung. | D-2-7344-0257 |                            |
| Walchsing (Standort)                                 | Siedlung und verebneter Grabhügel mit Kreisgrabenvor- und frühgeschichtlicher Zeitstellung. | D-2-7344-0276 |                            |
| Walchsing (Standort)                                 | Verebneter mittelalterlicher Burgstall. | D-2-7344-0277 |                            |
| Walchsing Gainstorf, Galgweiser Straße 9 (Standort)  | Untertägige mittelalterliche und frühneuzeitliche Befunde und Funde im Bereich der spätmittelalterlichen katholischen Kirche St. Nikolaus in Gainstorf, darunter die Spuren von Vorgängerbauten bzw. älteren Bauphasen. | D-2-7344-0323 | Bodendenkmal D-2-7344-0323 |
| Walchsing (Standort)                                 | Untertägige mittelalterliche und frühneuzeitliche Befunde und Funde im Bereich des mittelalterlichen Adelssitzes von Kriestorf. | D-2-7344-0325 |                            |
| Walchsing Kriestorf, Gainstorfer Straße 3 (Standort) | Untertägige mittelalterliche und frühneuzeitliche Befunde und Funde im Bereich der frühneuzeitlichen katholischen Kirche St. Othmar in Kriestorf, darunter die Spuren von mindestens einem Vorgängerbau. | D-2-7344-0326 | weitere Bilder             |
| Walchsing Hausergasse 5 (Standort)                   | Schloss Walchsing Untertägige mittelalterliche und frühneuzeitliche Befunde und Funde im Bereich des spätmittelalterlichen Schlosses Walchsing, zuvor mittelalterlicher Adelssitz. | D-2-7344-0332 | Bodendenkmal D-2-7344-0332 |
| Walchsing Kirchenweg 4 (Standort)                    | Pfarrkirche St. Michael Untertägige mittelalterliche und frühneuzeitliche Befunde und Funde im Bereich der spätmittelalterlichen katholischen Kirche St. Michael in Walchsing, darunter die Spuren von Vorgängerbauten bzw. älteren Bauphasen.                                                                                  | D-2-7344-0333 | weitere Bilder             |
| Walchsing (Standort)                                 | Verebnete Grabhügel vorgeschichtlicher Zeitstellung, daraus Funde der späten Bronzezeit. | D-2-7344-0335 |                            |